# Impasse Louis-Robert
L'impasse Louis-Robert est une voie située dans le quartier de Belleville du 20e arrondissement de Paris.

## Situation et accès
L'impasse Louis-Robert est accessible depuis la rue de l'Ermitage.

## Origine du nom
La rue tire son nom de celui d'un ancien propriétaire local.

## Historique
Cette voie a été raccordée à l'assainissement collectif par un arrêté municipal du 22 avril 1986.